# MIRC
mIRC — условно-бесплатный IRC-клиент для Microsoft Windows, созданный в 1995 году. Разработчик программы — Халед Мардам-Бей.

## Основные достоинства
- Интегрированный, основанный на событиях и командах, скриптовый язык программирования.
- Поддержка нескольких одновременных серверных соединений.
- Поддержка CTCP (Client To Client Protocol).
- Поддержка чата и обмена файлами через DCC (XDCC).
- Защита от скачивания зловредных файлов.
- Файловый сервер DCC (fserve), который позволяет пользователю просматривать определённый каталог и скачивать файлы.
- Украшение текста с помощью mIRC-кодов.
- Распознавание речи и её синтез при помощи сторонних продуктов.
- Поддержка SSL и firewall.
- Поддержка UTF-8.

## Недостатки
- версии mIRC 7.0 и старше не работают с кодировкой, отличной от UTF-8, соответственно вы не увидите русских символов в большинстве русскоязычных сетей.
- mIRC скрипты позволяют злоумышленникам обмануть наивных пользователей, чтобы они выполнили зловредный код, всего лишь написав что-либо в окне чата (например, введя строки, начинающиеся с //write $decode(). Начиная с версии 6.17 это отключено по умолчанию, и другие различные команды, сочтённые небезопасными, могут быть заблокированы в опциях mIRC).
- mIRC-стили текста и цвета не являются частью IRC-стандарта, но из-за популярности программы остальные IRC-клиенты были вынуждены поддерживать их, хотя поддержка иногда состоит просто в полном отключении форматирования.

## mIRC-скриптинг
С помощью mIRC-скриптинга можно заставить свой клиент выполнять определённые действия при срабатывании определённых событий. Например, можно сделать так, чтобы клиент отвечал «Я здесь!», когда кто-нибудь пишет ваш ник.
Пример (ваш ник Вася и вы находитесь на канале #wiki):
```
on *:TEXT:*Вася*:#wiki:{ 
  msg $chan Я здесь!
}
```

Возможности скриптового языка mIRC не ограничиваются работой с текстом, можно также создавать скрипты с использованием диалоговых окон. Способность mIRC загружать сторонние DLL-библиотеки делает этот клиент платформой для решения самых разных задач.

## Пасхальные яйца
mIRC содержит множество скрытых пасхальных яиц, например:
- Клик по носу Халеда в окне About вызывает пищащий звук, а при клике правой кнопкой в другом месте этого окна над буквой I в слове «mIRC» начинает прыгать точка.
- Начиная с версии 6.16 при клике по картинке Халеда в окне About в браузере открывается персональная страничка Халеда.
- Напечатав «Arnie» в окне About, можно сменить картинку Халеда на картинку зелёного дракончика.
- Клик по логотипу mIRC в окне About меняет его картинку.
- Клик правой кнопкой по последней кнопке в тулбаре меняет её пиктограмму на смайлик.
- При вводе команды /xyzzy появляется текст «Nothing happens.»